# Паранормална активност 2: Нощ в Токио
„Паранормална активност 2: Нощ в Токио“ (на японски: パラノーマル・アクティビティ 第2章 TOKYO NIGHT) е японски свръхестествен филм на ужасите от 2010 г.

## Сюжет
Внимание:  Текстът по-долу разкрива сюжета на произведението (или части от него)!
Филма проследява Харука Ямано, която катастрофира и чупи краката си. Тя живее при брат си и баща си, но когато бащата го няма, странни неща започват да се случват в къщата. По-късно става ясно, че Харука е убила обладаната Кейти и демона се е прехвърлил на нея.

## Актьорски състав
- Ао Накамура – Коичи Ямано
- Норико Аояма – Харука Ямано
- Казуйоши Цамура – Шигеюки Ямано
- Косуке Коджирай – Джун Нагоши
- Маая Моринага – Маи Ягучи
- Аяко Йошитани – Мисузу Куре